# Connemara-Nationalpark
Der Connemara-Nationalpark (englisch Connemara National Park; irisch Páirc Naisiúnta Chonamara) ist einer der sieben irischen Nationalparks. Er befindet sich in Connemara im Westen von Irland, im County Galway nordwestlich der Twelve Bens (auch twelve pins genannt), einer Bergkette mit zwölf Gipfeln.

## Geschichte
Der Nationalpark wurde 1980 gegründet und der Öffentlichkeit zugänglich gemacht. Ein Großteil der Fläche des Parks war früher ein Teil des Farmgebiets der Kylemore Abbey. Auf dem Gebiet finden sich Relikte früher menschlicher Besiedelung wie 4000 Jahre alte Megalithanlagen und Menhire.

## Flora, Fauna und Geologie

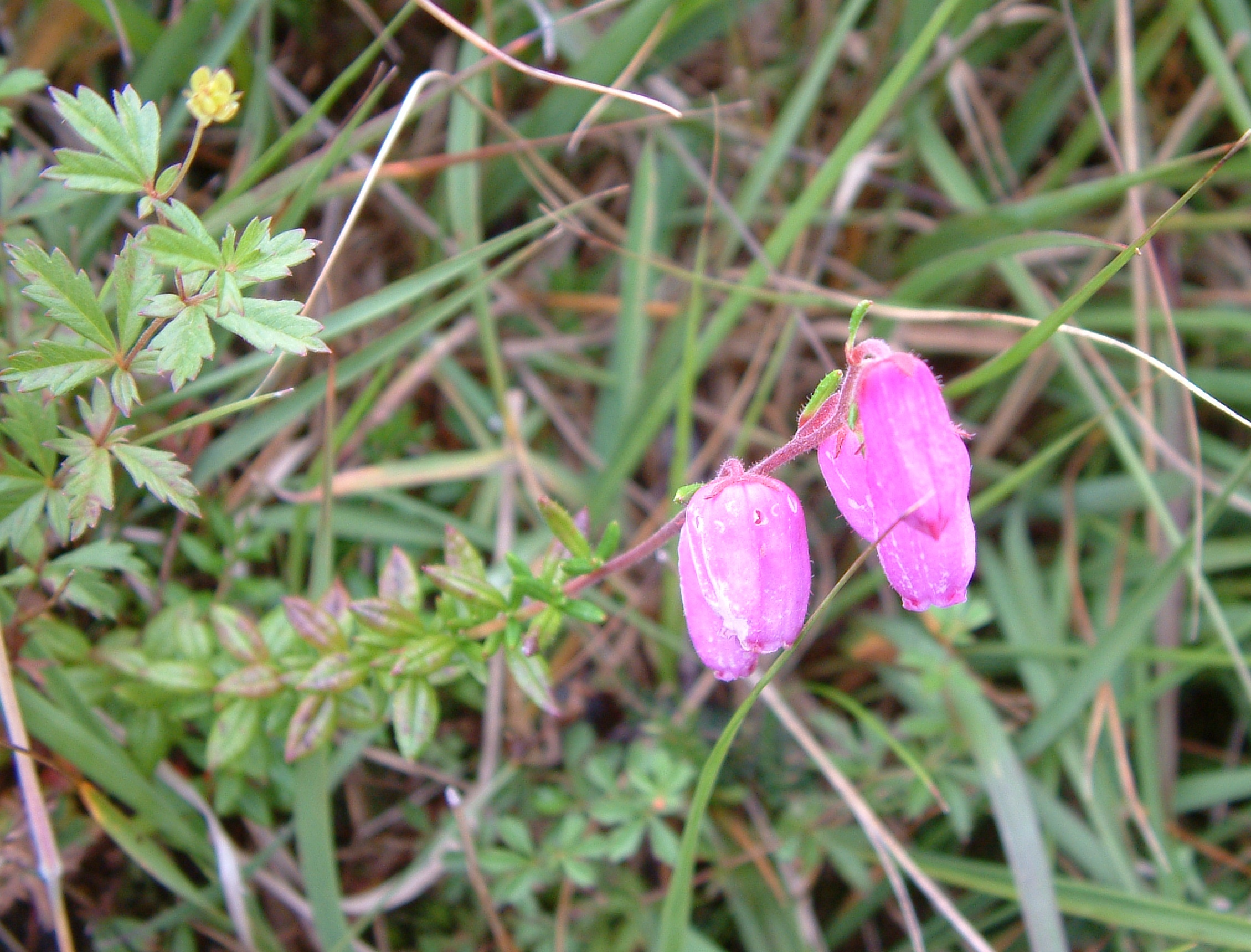
Irische Glockenheide im Connemara-Nationalpark

Der Park hat die Aufgabe übernommen, die Natur zu erhalten und Touristen und Einheimische über die geologische Beschaffenheit sowie Flora und Fauna der Region zu informieren.
Zahlreiche Vogelarten sind im Park beobachtet worden, darunter Feldlerchen, Buchfinken, Falken und Kormorane. Im Winter kommen Vögel aus anderen Regionen Irlands oder aus Nordosteuropa nach Connemara wie Rot- und Wacholderdrosseln. Im Park leben die wilden Connemara-Ponys. Kaninchen, Rotfüchse und Baummarder sind ebenfalls vertreten. Früher wurde hier lebendes Rotwild  ausgerottet, eine Wiederansiedlung hat begonnen.
Moor- und Heidelandschaften prägen die Vegetation im Nationalpark. Besonders häufig sind im Nationalpark das Blaue Pfeifengras und der wildwachsende violette Rhododendron, aber auch viele andere Moorpflanzen kommen vor. Eine Besonderheit der Vegetation Connemaras ist das Vorkommen von Arten aus kälteren Regionen Europas und der Arktis, beispielsweise Rosenwurz oder Berg-Sauerampfer, und gleichzeitig das Vorkommen von Arten, die normalerweise auf der iberischen Halbinsel heimisch sind, wie das Fettkraut Pinguicula lusitanica oder die Irische Glockenheide Daboecia cantabrica. Größere Bäume sind in den vergangenen Jahrhunderten größtenteils abgeholzt worden, mit Kiefern, Fichten, Eichen und Erlen erfolgt eine teilweise Wiederaufforstung.
Die Landschaft wurde in der letzten Eiszeit vor etwa 10.000 Jahren geformt. Damals sind Einlagerungen von Sand und Kies entstanden und viele Findlinge wurden von den Eismassen in die Region gebracht. Die Gipfel der Twelve Bins bestehen aus Quarzit, während die Hänge aus Schiefer und grauem Marmor bestehen.

## Besucherzentrum und Nationalparkverwaltung

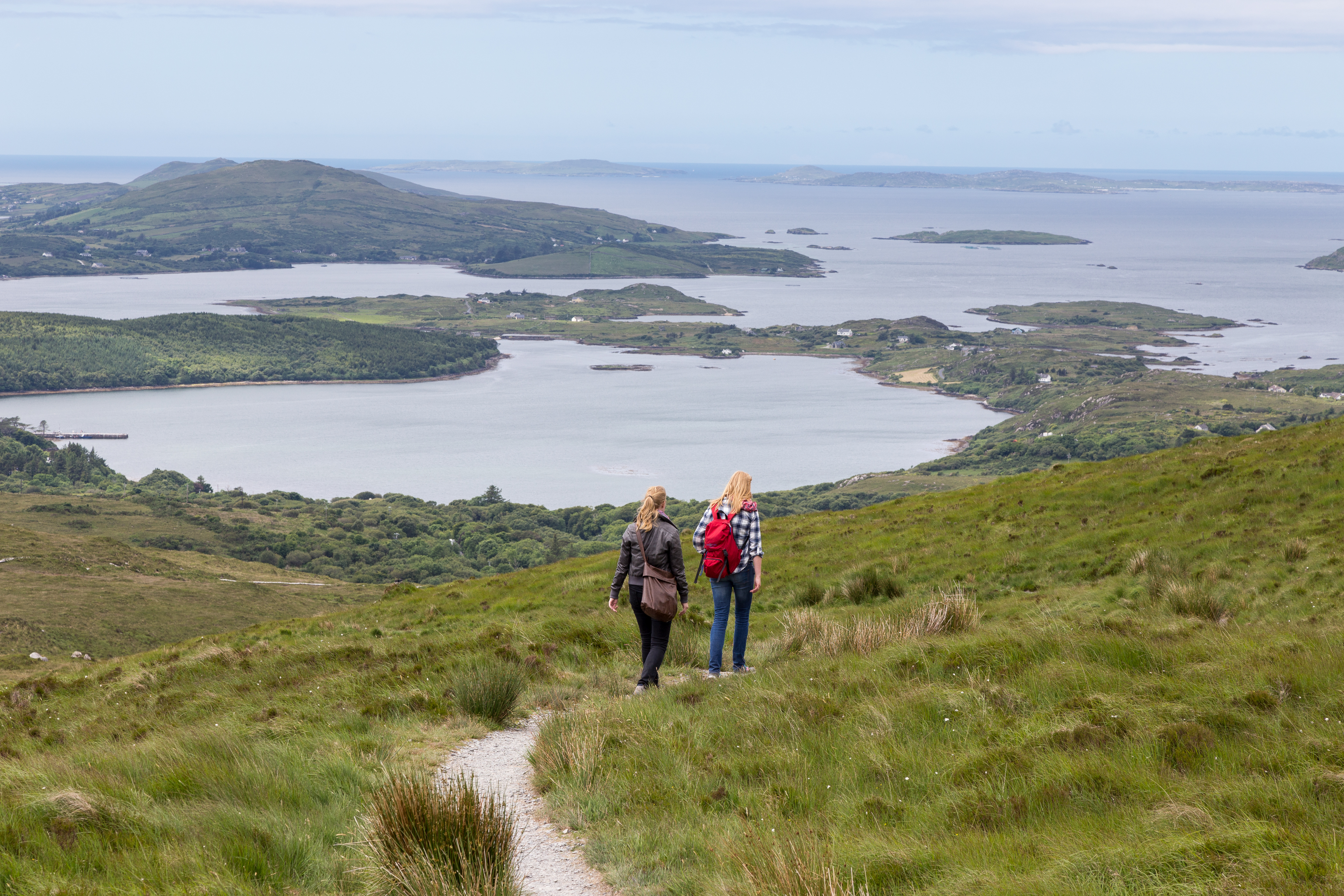
Blick vom Diamond Hill zur Küstenlandschaft des Ballynakill Harbour

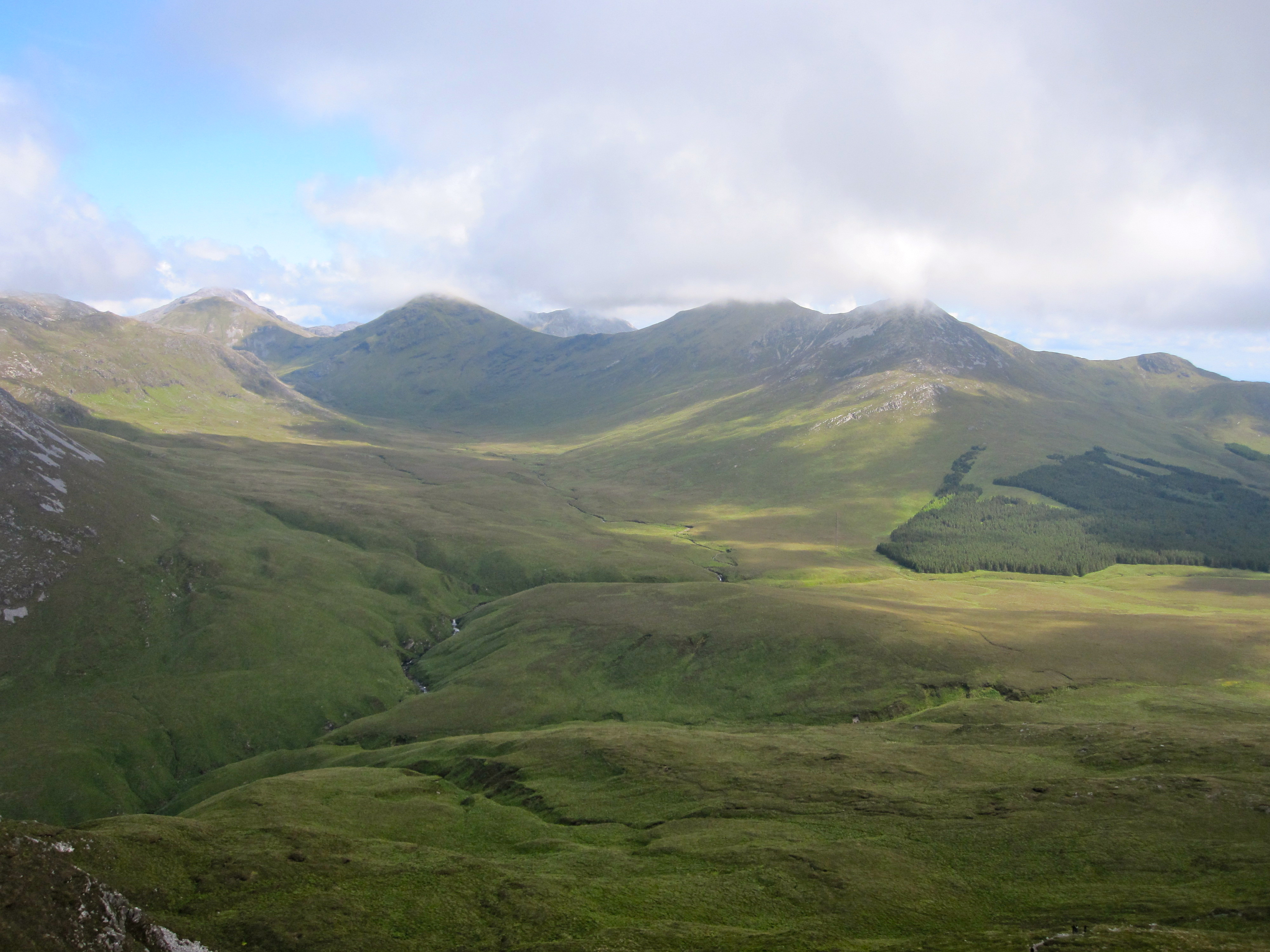
Aussicht vom Diamond Hill

Der Nationalpark gehört dem Staat. Die Nationalparkverwaltung ist Teil des National Parks and Wildlife Service, einer dem Irischen Ministerium für Umwelt und Kommunalverwaltung nachgeordneten Behörde.
Der Parkeingang mit Besucherzentrum liegt in Letterfrack an der N 59 Galway–Clifden–Westport. Die Nationalparkverwaltung und das Besucherzentrum sind in den Farmgebäuden der ehemaligen Letterfrack Industrial School untergebracht. Das Besucherzentrum hält Informationsmaterial über Flora, Fauna, Geologie und Ausflüge bereit, und in einer Ausstellung sind unter anderem die Entstehung des Moores und die Nutzung des Torfs anschaulich erklärt. Regelmäßig werden Vorträge und Führungen angeboten. In einer Cafeteria können sich die Besucher stärken. Außerdem gibt es einen Kinderspielplatz.
Durch den Park führen diverse Wanderwege, der längste beginnt am Besucherzentrum und führt bis auf den Gipfel des über 400 Meter hohen Diamond Hill.